# Concha Buika
Concha Buika (ur. w 1972 w Palma de Mallorca) – hiszpańska śpiewaczka i kompozytorka, występująca jako Buika. Jej rodzina pochodzi z Gwinei Równikowej. Dorastała w społeczności cygańskiej na wyspie Majorka. Jej muzyka jest mieszaniną flamenco z soulem i jazzem. Ponadto śpiewa copla andaluza.

## Dyskografia
- Buika (2005)
- Mestizuo The Perfect Place (2005)
- Mamy Calling (2005)
- Mi nina Lola (2006)
- Niña de fuego (2008)
- El Último Trago (2009)
- 2009 współpraca z Nelly Furtado przy utworze Fuerte.
- En Mi Piel (2011)
- La Noche Más Larga (2013)
- Vivir sin miedo (2015)
- Para mí EP (2017)